# Vladimir Majakovski
Vladimir Vladimirovitsj Majakovski (Russisch: Влади́мир Влади́мирович Маяко́вский) (Baghdati, Gouvernement Koetais, 19 juli [O.S. 7 juli] 1893 - Moskou, 14 april 1930) was een van de belangrijkste vertegenwoordigers van het poëtisch futurisme van het Russische Tsarenrijk en de Sovjet-Unie in het begin van de 20e eeuw.

## Leven en werk
Vladimir Majakovski werd geboren als derde kind van een gezin in Baghdati, Georgië, waar zijn vader werkte als boswachter. Beide ouders waren afstammelingen van Kozakken. Op zijn veertiende nam Majakovski deel aan een socialistische demonstratie in de stad Koetaisi, waar hij op het gymnasium zat. Na de vroegtijdige dood van zijn vader in 1906, verhuisde het gezin naar Moskou, waar Majakovski naar school Nr. 5 ging.
In Moskou ontwikkelde Majakovski een passie voor marxistische literatuur en nam hij deel aan talloze activiteiten van de Russische Sociaaldemocratische Arbeiderspartij; later werd hij lid van deze partij. Toen zijn moeder in 1908 het schoolgeld niet kon betalen werd hij van school gestuurd.

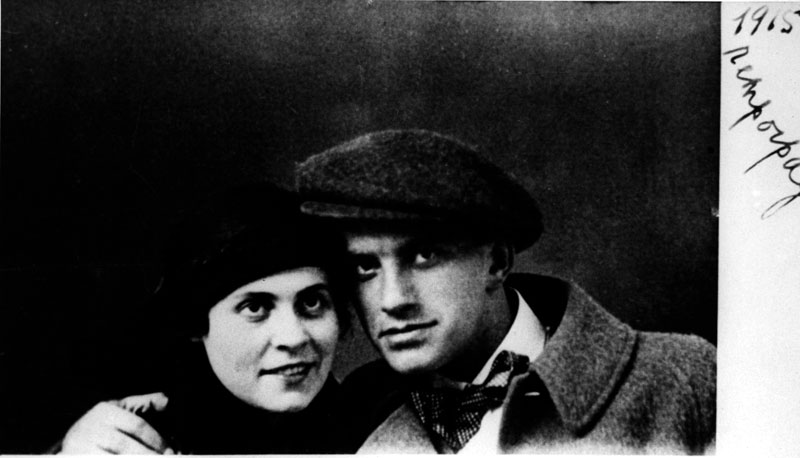
Vladimir Majakovski en Lili Brik

Rond die tijd werd Majakovski drie keer gevangengezet voor subversieve politieke activiteiten, maar omdat hij minderjarig was, werd hij niet gedeporteerd. Tijdens een periode van eenzame opsluiting in de Butirkagevangenis (Бутырская тюрьма) in 1909 begon hij met het schrijven van poëzie, maar zijn gedichten werden in beslag genomen. Na zijn vrijlating ging hij door met zijn werk in de socialistische beweging, en in 1911 begon hij aan de kunstacademie van Moskou waar hij kennismaakte met leden van de Russisch futuristische beweging. Hij werd een belangrijke vertegenwoordiger van de groep Gileja (Гилея), en raakte goed bevriend met David Boerljoek, die hij als zijn mentor zag.
In de futuristische publicatie Een klap in het gezicht van de publieke smaak (Пощёчина общественному вкусу) werden in 1912 voor de eerste keer gedichten van Majakovski afgedrukt: "Nacht" (Ночь) en "Ochtend" (Утро). Wegens hun politieke activiteiten werden Boerljoek en Majakovski in 1914 van school gestuurd.
Tot 1914 zette hij zijn werk in de stijl van het futurisme voort. Daarna verschoof zijn artistieke ontwikkeling meer naar het narratieve, en het is dit werk, gepubliceerd tijdens de periode direct na de Russische Revolutie dat zijn reputatie als dichter vestigde in zowel Rusland als het buitenland.
Een wolk in broek (1915) was Majakovski's eerste belangrijke gedicht van enige omvang en het omvatte de hete onderwerpen van liefde, revolutie, religie en kunst, geschreven vanuit het gezichtspunt van een gepasseerde minnaar. Het ís in feite één lange, rebelse monoloog, waarin de schrijver als 'de dertiende apostel' in gesprek treedt met God. Majakovski deed zijn best, gebruikmakend van een soort straattaal, om het idealistische en geromantiseerde beeld van poëzie en poëten bij te stellen.
| Proloog van Een wolk in broek in het Russisch Вашу мысль мечтающую на размягченном мозгу, как выжиревший лакей на засаленной кушетке, буду дразнить об окровавленный сердца лоскут: досыта изъиздеваюсь, нахальный и едкий. У меня в душе ни одного седого волоса, и старческой нежности нет в ней! Мир огромив мощью голоса, иду - красивый, двадцатидвухлетний. | Nederlandse vertaling, Marko Fondse Uw denktrant - dagdroom in uw hersenpap als een vervette butler in een mottige fauteuil kom ik te sarren met een bloedige lap hart, mij te bezatten aan mijn hoon, venijnig, vuil. Geen haartje grijs loopt door mijn zielement waar geen seniele zachtheid is te vinden. De wereld tartend met mijn macht van stem verplaats ik mij - iets moois van tweeëntwintig. |

In de zomer van 1915 werd Majakovski verliefd op Lili Brik. Hij droeg het gedicht "Ruggengraatsfluit" (1916) aan haar op. Zij was de vrouw van Majakovski's uitgever, Osip Brik. De affaire, en Majakovski's indrukken van oorlog en revolutie, hebben zijn werk in deze jaren sterk beïnvloed. In het gedicht "Oorlog en de Wereld" (1916) worden de gruwelijkheden van de Eerste Wereldoorlog belicht, en "De Mens" (1917) is een gedicht over de schichtigheid van liefde.
Majakovski werd aan het begin van de Eerste Wereldoorlog geweigerd als vrijwilliger, en werkte van 1915 tot 1917 als tekenaar aan de Petrograd Militaire Automobiel School. Tijdens het begin van de Russische Revolutie bevond hij zich in het Smolny-instituut te Petrograd. Daar was hij getuige van de Oktoberrevolutie. Hij startte met het voordragen van gedichten als "Links Mars! Voor de Rode Mariniers: 1918" (Левый марш (Матросам), 1918) in theaters van de marine, met zeelieden als publiek.

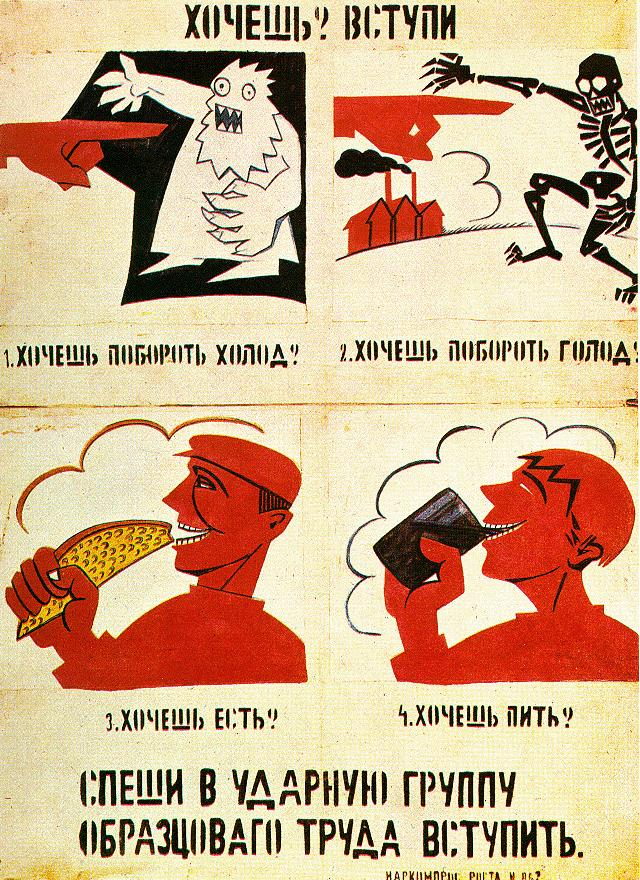
ROSTA-poster door Majakovski

Nadat hij opnieuw verhuisd was naar Moskou, werkte Majakovski voor het Russische Staats Telegraaf Agentschap (РОСТА, Российское телеграфное агентство) als maker van — zowel grafische als tekstuele — satirische Agitpropposters. In 1919 publiceerde hij zijn eerste gedichtenbundel, Verzamelde Werken 1909-1919 (Все сочиненное Владимиром Маяковским). In het culturele klimaat van de jonge Sovjet-Unie groeide zijn populariteit snel. Van 1922 tot 1928 was Majakovski een prominent lid van het Links Kunst Front (LEF), en werkte verder onder de noemer 'Communistisch futurisme' (комфут).
Hij was een van de weinige sovjetschrijvers die volledige bewegingsvrijheid genoten en hij reisde naar Letland, Groot-Brittannië, Duitsland, de Verenigde Staten, Mexico en Cuba. De neerslag hiervan is te vinden in werken als Mijn ontdekking van Amerika (Мое открытие Америки, 1925). Ook reisde hij veel door de Sovjet-Unie.
Tijdens een lezingentour door de Verenigde Staten, ontmoette Majakovski Elli Jones, die later moeder zou worden van zijn dochter, iets wat Majakovski pas hoorde in 1929 toen het stel elkaar stiekem ontmoette in Zuid-Frankrijk. Aan het eind van de jaren twintig werd Majakovski verliefd op Tatiana Jakovleva. Aan haar droeg hij het gedicht "Een brief aan Tatiana Jakovleva" (Письмо Татьяне Яковлевой, 1928) op.
Het belang van Majakovski is niet beperkt tot de sovjetpoëzie. Terwijl hij jarenlang werd beschouwd als een sovjetpoëet pur sang, heeft hij ook de perceptie van de poëzie in de bredere twintigste-eeuwse cultuur veranderd. Zijn politiek activisme als propagandistische agitator werd zelden begrepen waardoor hij soms niet alleen bij tijdgenoten, maar ook bij goede vrienden als Boris Pasternak in ongenade viel. Tegen het eind van de jaren twintig raakte Majakovski meer en meer gedesillusioneerd in het bolsjewisme en de bolsjewistische propaganda. Zijn satirische toneelstuk De wandluis
(клоп, 1929), dat handelt over sovjethypocrisie en -bureaucratie, toont deze ontwikkeling. Omdat Stalin hem slechts zag als een lakei van het regime raakte hij meer en meer gefrustreerd in zijn artistieke vernieuwingsdrang. Dit, en de druk van zijn ruchtmakende driehoeksverhouding met het echtpaar Brik, dreef hem zo in het nauw dat hij in april 1930 zelfmoord pleegde. Een onafgemaakt gedicht in zijn afscheidsbrief, ging als volgt (vertaald naar het Engels):
The love boat has crashed against the daily routine. You and I, we are quits, and there is no point in listing mutual pains, sorrows, and hurts.
Majakovski werd in Moskou begraven op de Novodevitsjibegraafplaats, dat bij het Novodevitsjiklooster hoort. (Новодевичье кла́дбище). In 1930 werd zijn geboorteplaats, Bagdadi in Georgië, hernoemd naar Majakovski. Na Stalins dood gingen geruchten de ronde dat hij geen zelfmoord pleegde, maar werd vermoord op bevel van Stalin. Toen tijdens de jaren negentig de KGB-archieven openbaar werden gemaakt, was er hoop dat nieuw bewijsmateriaal hierover naar boven zou komen, maar tot dusver is er niets gevonden en de hypothese blijft onbevestigd.

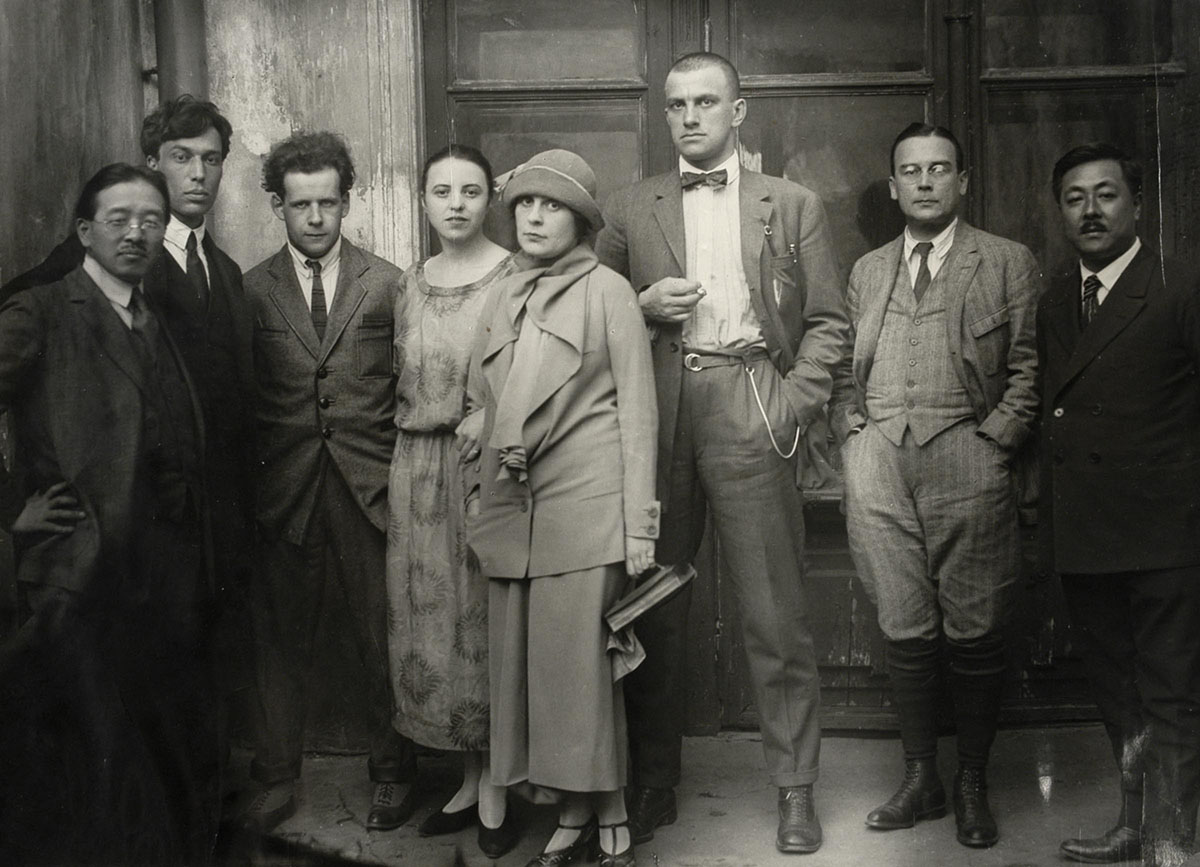
Majakovski (3e vr) bij ontvangst Japanse schrijvers 1924, 2e vl: Pasternak, 3e vl: Eisenstein, midden: Lili Brik

Na zijn dood werd Majakovski in de sovjetpers aangevallen als "formalist" en "medereiziger" (попутчик/fellow traveller) (in tegenstelling tot officieel erkende "proletarische poëten" zoals Demyan Bedny. Toen zijn weduwe, Lili Brik, in 1935 bij Stalin hierover haar beklag deed, schreef hij een opmerking op haar brief:
"Kameraad Jezjov, neemt u alstublieft Briks brief in behandeling. Majakovski is nog steeds de beste en meest getalenteerde poëet van ons sovjettijdperk. Onverschilligheid ten aanzien van zijn cultureel erfgoed is een misdaad. Briks klachten zijn, in mijn opinie, gerechtvaardigd..."
(Bron: Memoirs van Vasili Katanjan (L.Yu.Briks stiefzoon) p.112)

Deze woorden maakten de naam van Majakovski tot een instituut. Langs de andere kant, zoals Boris Pasternak opmerkte, '"deelde het hem de tweede dood uit" in sommige kringen. Ondanks deze officiële canonisering was Majakovski voor Stalin slechts 'the drummer of the revolution'. Het was onder Chroesjtsjov dat er rond zijn persoon een ware cultus ontstond en er meer dan 50 miljoen van zijn werken verkocht werden.
Poëtisch had Majakovski onder Russische dichters geen volgelingen. Zijn stijl is nooit grondig geanalyseerd of verder ontwikkeld. Majakovski kan beschouwd worden als een uniek talent die wat stijl betreft zijn tijd ver vooruit was.

## Nederlandse vertalingen
Het verzamelde werk van Majakovski verscheen in 1993 onder de titel Werken in een Nederlandse vertaling van Marko Fondse (ISBN 9789028208322), als onderdeel van de Russische Bibliotheek van Uitgeverij Van Oorschot. Eerder verscheen al bij Van Oorschot, ook in een vertaling van Marko Fondse, de bundel Luidkeels, als onderdeel van de reeks Russische Miniaturen (ISBN 9789028204928).
In 2009 verscheen bij uitgeverij Balans een uitgebreide biografie over Majakovski in Nederlandse vertaling: Een leven op scherp; de legendarische dichter Vladimir Majakovski, 1893-1930, van de hand van Bengt Jangfeldt (ISBN 9789460032042).